# Kvarnetjärnet (Töftedals socken, Dalsland)
Kvarnetjärnet är en sjö i Dals-Eds kommun i Dalsland och ingår i Enningdalsälvens huvudavrinningsområde.